# 사토 하루히코
사토 하루히코(일본어: 佐藤 陽彦, 1978년 6월 27일 ~ )는 일본의 전 축구 선수이다.

## 구단 경력
과거 교토 퍼플 상가, 사간 도스에서 활동하였다.